# Tatarlönn
Tatarlönn, Acer tataricum, är ett träd i familjen kinesträdsväxter Först beskrivet av Carl von Linné. Tatarlönns utbredningsområde sträcker sig från östra och sydöstra Europa till Turkiet till norra Iran och centrala och östra Asien inklusive Japan.

## Underarter[3]
Arten delas in i fem underarter:
- Acer tataricum subsp. aidzuense (Franch.) P. C. de Jong
- Acer tataricum subsp. ginnala (Maxim.) Wesm., ginnalalönn
- Acer tataricum subsp. semenovii (Regel & Herder) A. E. Murray, bokharalönn
- Acer tataricum subsp. tataricum L., rysk lönn
- Acer tataricum subsp. theiferum (W. P. Fang) Y. S. Chen & P. C. de Jong

## Kännetecken och egenskaper
Arten är utformad som en buske eller ett träd med en höjd på 3 till 5 meter. Den ingår ofta som undervegetation i skogar och den förekommer ibland som ensamt stående träd. I Europa ingår arten ofta i galleriskogar. Tatarlönn har bra förmåga att uthärda torka, kraftig vind och luftföroreningar.

## Status och hot
Beståndet av underarten bokharalönn, minskar på grund av intensivt skogsbruk och på grund av angrepp från djur som äter av trädet.[källa behövs] Hela populationen anses vara stabil. IUCN listar arten som livskraftig (LC). I Sverige är den aktivt införd efter år 1800 och status är därför inte bedömd.